# AJS Modellen A en B
De AJS Modellen A en B waren de eerste motorfietsen die de gebroeders Stevens onder hun eigen AJS-merknaam produceerden. Ze werden in de loop van de jaren echter sterk gewijzigd.

## Voorgeschiedenis
De familie Stevens had aanvankelijk een smidse in Wolverhampton. Rond 1897 werd een stationaire motor van het Amerikaanse merk Mitchell aangekocht. Deze motor bleek zeer onbetrouwbaar en Harry Stevens besloot een eigen stationaire motor te bouwen. Rond 1904 was deze motor volop in productie en populair in de industrie van Wolverhampton. Het motorfietsmerk Wearwell gebruikte Stevens-motoren als inbouwmotor voor haar motorfietsen en al snel volgde ook Clyno. Harry had zelf al in 1905 een eigen frame gemaakt waar toen nog een JAP-motor in werd gehangen. Omdat men wilde gaan deelnemen aan de Isle of Man TT werd besloten de "Stevens Motor Mfg. Co." om te dopen tot "A.J. Stevens & Co (AJS), Wolverhampton". De naam AJS was samengesteld uit de initialen van de enige zoon met twee Christelijke voornamen: Albert John Stevens.

## Modellen A en B 1910 en 1911
Harry Stevens ontwikkelde twee tamelijk eenvoudige machines. Het Model A was het goedkoopst. Het had directe riemaandrijving naar het achterwiel, zonder koppeling of versnellingsbak. Wel was er een aanfietsketting. Het voorwiel was geveerd door een parallellogramvork en beremd met een velgrem. Het achterwiel was ongeveerd en op de aandrijfpoelie zat een belt rim brake. Het zijklepmotortje mat 292,5 cc, zodat kon worden deelgenomen aan de Junior TT, waar een maximum cilinderinhoud van 300 cc gold. De ontsteking werd verzorgd door een Duitse Bosch-magneet die voor het motorblok zat en werd aangedreven door een kettinkje. Zoals in die tijd gebruikelijk had de machine een flattank tussen de twee bovenste framebuizen. Op de bagagedrager zat een leren gereedschapstasje met boordgereedschap. Het Model A kwam in 1911 op de markt en kostte 37 gienjes. Het Model B was het duurdere exemplaar dat ook in de Junior TT van 1911 werd ingezet. Omdat deze race voor het eerst op de 60km-lange Snaefell Mountain Course plaatsvond, was een of andere vorm van versnellingen onontbeerlijk. De hellingen van de berg Snaefell konden alleen met deze hulp worden overwonnen. De ervaring die de gebroeders Stevens hadden opgedaan met versnellingsbakken voor hun stationaire motoren en de machines voor Wearwell en Clyno kwam nu goed van pas. Douglas, Indian en Scott hadden ook versnellingsbakken met twee of drie versnellingen, maar anderen moesten zich behelpen met minder goede systemen, zoals Zenith-JAP met de "Gradua Gear" en Rudge met de "Multi Gear". Triumph wendde zich tot Sturmey-Archer, dat een naafversnelling kon leveren, Matchless ontwikkelde een zesversnellings-riemaandrijving. Het Model B was iets sterker dan het Model A, het leverde 2¾ pk en had een tweeversnellingsbak met een koppeling met een beslag van kurk. Hoewel de machine kettingaandrijving had, was er toch een grote poelie in het achterwiel gemonteerd. Die poelie had namelijk een tweede functie: de plaatsing van de poelierem (belt rim brake). Omdat het geen echte aandrijfpoelie betrof kreeg dit systeem in dit geval de naam dummy belt rim brake. Het Model B kostte 44 gienjes. De inzet in de TT van 1911 was nog niet erg succesvol: privérijder J. Corke werd veertiende, Albert John Stevens werd vijftiende. 

### Uitslag Junior TT 1911
| Pos | Coureur             | Merk      | Snelheid  | Tijd      |
| --- | ------------------- | --------- | --------- | --------- |
| 14  | J. Corke            | 2¾ hp AJS | 34.19 mph | 4:23.14.0 |
| 15  | Albert John Stevens | 2¾ hp AJS | 33.75 mph | 4:26.37.0 |

## Modellen A en B 1912
In 1912 werd de cilinderinhoud voor de Junior TT vergroot tot 350 cc. AJS vergrootte de cilinderinhoud van beide modellen tot 315 cc door de slag te verlengen van 76 mm tot 82 mm. Dat was niet genoeg om aan de TT van Man deel te nemen en dat gebeurde dan ook niet. Na 1912 verdween het Model A van de markt. Het Model B bleef in verschillende uitvoeringen nog in dienst tot 1924.

## Model B Touring en Model B Sport 1913-1916
Terwijl het Model A verdween, kreeg het Model B in 1913 een aantal wijzigingen, waardoor het nog meer op sportieve leest geschoeid werd. De slag werd opnieuw verlengd, nu tot 91 mm. Daardoor kwam de cilinderinhoud op 349 cc. De primaire kettingaandrijving kreeg gesloten kettingkasten en de klanten konden kiezen tussen 2 of 3 versnellingen. Het tweeversnellingsmodel kreeg de aanduiding Model B Touring, het drieversnellingsmodel was het Model B Sport. Nu de cilinderinhoud groter was besloot men ook weer in de schrijven voor de TT van Man. Billy Heaton en Cyril Williams werden als rijders aangetrokken, maar in de Junior TT van 1913 viel Williams uit en Heaton werd slechts negende met bijna een minuut achterstand op winnaar Hugh Mason op een NUT. De Junior TT van 1914 werd echter een succes. Eric Williams won, Cyril Williams (geen familie) werd tweede en W. Jones reed een AJS naar de vierde plaats. De racers hadden nu een tweeversnellingsbak, maar ook een tussenbakje met twee verhoudingen, waardoor men feitelijk over vier versnellingen beschikte. Voor "gewone" klanten kostte het Model B Touring 46 gienjes, Het Model B Sport kostte 51 gienjes. De klanten kregen hun machines nu ook met het nieuwe "AJS Scientific Frame" van het Model D. In 1915 werd de Isle of Man TT vanwege de Eerste Wereldoorlog geschrapt en in 1916 moest de productie van het Model B worden gestaakt vanwege diezelfde oorlog.
| Pos | Coureur        | Merk | Tijd      | Snelheid |
| --- | -------------- | ---- | --------- | -------- |
| 9   | Billy Heaton   | AJS  | 6:02"05'0 |          |
| DNF | Cyril Williams | AJS  |           |          |

| Pos | Coureur        | Merk | Tijd      | Snelheid  |
| --- | -------------- | ---- | --------- | --------- |
| 1   | Eric Williams  | AJS  | 4:06"50'0 | 45,58 mph |
| 2   | Cyril Williams | AJS  | 4:11"34'0 |           |
| 4   | W. Jones       | AJS  | 4:20"51'0 |           |
| 6   | Bert Haddock   | AJS  | 4:23"27'0 |           |
| 29  | Billy Heaton   | AJS  |           |           |

## Na de Eerste Wereldoorlog
Nadat de productie van civiele motorfietsen in 1916 moest worden beëindigd, produceerde AJS munitie voor het Britse leger en militaire motorfietsen van het Model D voor het Russische leger. Na de oorlog kon de productie van het Model D voor gewone burgers meteen doorgaan, maar het Model B kwam pas in 1921 weer op de markt. 
| Het AJS TT Model kreeg in 1922 een zeer grote uitlaatpoort, meer dan 5 cm in diameter. De machine kreeg de onofficiële bijnaam "Big Port". Die naam bleef behouden toen het Model B3 het TT Model in 1924 opvolgde, en ook de opvolgers van het Model B3 behielden deze bijnaam. Dat waren het AJS Model E6 in 1925, het AJS Model G6 in 1926, het AJS Model H6 in 1927, het AJS Model K6 in 1928, het AJS Model M6 in 1929 en het AJS Model R6 in 1930. |

## TT Model 1920-1923

### 1920
Toen de Isle of Man TT in 1920 weer werd opgestart, waren de gebroeders Stevens daar klaar voor. AJS was de overtuigende winnaar van de Junior TT van 1914 en om dat te herhalen hadden ze een geheel nieuwe kopklepper ontwikkeld. De machine had een boring van 74 mm en een slag van 81 mm en een afneembare cilinderkop waar de kleppen onder een hoek van 45° in zaten zodat ze groter konden zijn. Ze werden aangestuurd door holle buitenliggende stoterstangen en lichtgewicht buitenliggende tuimelaars. Ook de klepveren lagen buiten. De cilinderkop werd op zijn plaats gehouden door een metalen beugel die in het carter verankerd zat. De machine stond als "2¾hp. racer" te boek maar leverde op de dynamometer 10 pk. De compressieverhouding was voor die tijd zeer hoog. Omdat tijdens tests op Brooklands gebleken was dat aluminium zuigers braken, was een stalen zuiger gemonteerd. Ook de beide vliegwielen waren van staal. Cilinder en cilinderkop waren van gietijzer. Bijzonder was het aandrijfsysteem. Het TT Model had een tweeversnellingsbak die met het gebruikelijke hendel naast de tank werd bediend, maar rechtstreeks op de krukas zat nog een kastje met twee versnellingen dat met een manette met bowdenkabel op het stuur werd bediend. Zo had de machine vier versnellingen waarvan de hoogste alleen tijdens de afdalingen kon worden gebruikt. Verder was de opbouw eenvoudig en vooral zeer licht. Het TT Model kreeg een eigen frame, dat nog niet de verlaagde bovenbuis had. Het zadel zat dus nog vrij hoog, scharnierend bevestigd aan de bovenbuis. Aan de achterkant zat een bladveer, die afsteunde op het eveneens licht gebouwde bagagerekje. De tank kon 9 liter benzine bevatten en was voorzien van een grote vuldop. Dat gold ook voor de aparte olietank, die slechts 0,9 liter olie bevatte. De olie zat dus niet in een compartiment van de benzinetank, maar in een apart tankje aan de rechter framebuis onder het zadel. De coureur moest onderweg zowel olie als benzine bijvullen. De organisatie van de TT had daarvoor twee vulplaatsen voorzien: Braddan Depot en Ramsey Depot. Het TT Model van 1920 had een Brooks-zadel, een Amac-carburateur, Renold-kettingen, Dunlop-banden en eenThomson-Bennett ontstekingsmagneet. 
In 1920 stelde AJS een flink TT-team samen, met rijders als Bert Haddock, H.F. Harris, Harold Heath, Tom Sheard, Ossie Wade, Cyril Williams, Eric Williams en Howard Davies, die als teamleider optrad. Haddock en Heath crashten tijdens de trainingen en konden niet deelnemen. Cyril Williams won de Junior TT, maar Davies, Sheard, Wade en Eric Williams vielen uit. Eric had wel een mijlpaal gezet: hij reed de eerste ronde in de Junior TT met een gemiddelde boven 50 mijl per uur en reed aan de leiding toen hij uitviel. Davies durfde met zijn 350cc-TT Model ook deel te nemen aan de 500cc-Senior TT, maar viel met motorproblemen uit. 
| Pos | Coureur          | Merk | Tijd      | Snelheid  |
| --- | ---------------- | ---- | --------- | --------- |
| 1   | Cyril Williams   | AJS  | 4:37"57'0 | 40,74 mph |
| 8   | H. Prescott      | AJS  | 5:55"46'0 |           |
| DNF | Eric Williams    | AJS  |           |           |
| DNF | Howard R. Davies | AJS  |           |           |
| DNF | Tom Sheard       | AJS  |           |           |
| DNF | Ossie Wade       | AJS  |           |           |

| Pos | Coureur          | Merk    | Oorzaak |
| --- | ---------------- | ------- | ------- |
| DNF | Howard R. Davies | AJS 350 | Motor   |

### 1921
Meteen na de TT van 1920 begonnen Harry Stevens en Howard Davies al met verbeteringen aan de motor. Dat leidde tot vier snelheidsrecords voor Davies op Brooklands in mei 1921. Hij zette records op de 100 mijl, de 50 mijl, de twee uren-race en het uurrecord. 
Tijdens de TT van 1921 was het succes van AJS overweldigend. Het team bestond nu uit Eric Williams, Howard Davies, H.F. Harris, Tom Sheard, Ossie Wade, George Kelly en V. Olsson. Aan het einde van de Junior TT bezette het de eerste vier plaatsen. Aanvankelijk ging Howard Davies aan de leiding. Hij reed een ronderecord van 55,15 mijl per uur, maar hij moest bij Windy Corner een band plakken. Daardoor nam Jim Whalley met zijn Massey-Arran de leiding over, maar in de laatste ronde kreeg ook hij bij Windy Corner een lekke band. Nu won Eric Williams voor Davies, Manxman Tom Sheard en Kelly. Walley finishte als vijfde. Davies en Harris startten ook in de 500cc-Senior TT. De leiding wisselde elke ronde. Het ging tussen Alec Bennett met de Sunbeam, Freddie Dixon met de Indian en Freddie Edmond met de Triumph. Edmond reed een nieuw ronderecord met 56,4 mijl per uur. Intussen reed Howard Davies met zijn 350cc-AJS steeds dreigend op de tweede plaats. Uiteindelijk viel Edmund terug en Davies werd de eerste (en enige) coureur die de Senior won met een Junior-motorfiets. Hij had op de streep zelfs ruim twee minuten voorsprong op Dixon.
| Pos | Coureur          | Merk | Tijd      | Snelheid  |
| --- | ---------------- | ---- | --------- | --------- |
| 1   | Eric Williams    | AJS  | 3:37"23'0 | 52,21 mph |
| 2   | Howard R. Davies | AJS  | 3:41"10'0 | 51,20 mph |
| 3   | Tom Sheard       | AJS  | 3:49"09'0 | 49,52 mph |
| 4   | George Kelly     | AJS  | 3:49"22'0 | 49,38 mph |
| 6   | Ossie Wade       | AJS  | 3:59"02'0 | 47,39 mph |
| 8   | H.F. Harris      | AJS  | 4:10"09'0 | 45,27 mph |

| Pos | Coureur          | Merk    | Tijd      | Snelheid  |
| --- | ---------------- | ------- | --------- | --------- |
| 1   | Howard R. Davies | AJS 350 | 4:09"22'0 | 54,49 mph |
| 14  | H.F. Harris      | AJS 350 |           |           |

### 1922
In 1922 werd de bovenste framebuis voor het zadel omlaag geleid, zodat het zadel lager kon zitten. Ook kreeg het TT Model (net als alle andere modellen) een trommelrem in het voorwiel. 
Manxman Tom Sheard won de Junior TT van 1922 en was de eerste eilandbewoner die een TT-race won. "Me nation was not to be disappointed", zei hij achteraf. Hij finishte 11 minuten en 39 seconden voor zijn AJS-teamgenoot Grinton.
| Pos | Coureur          | Merk | Tijd      | Snelheid  |
| --- | ---------------- | ---- | --------- | --------- |
| 1   | Tom Sheard       | AJS  | 3:26"48'2 | 54,75 mph |
| 2   | George Grinton   | AJS  | 3:37"17'0 |           |
| 14  | Herbert Chambers | AJS  | 4:42"05'0 |           |
| DNF | Howard R. Davies | AJS  |           |           |

| Pos | Coureur          | Merk    | Tijd      | Snelheid |
| --- | ---------------- | ------- | --------- | -------- |
| 12  | Ossie Wade       | AJS 350 | 4:32"51'0 |          |
| DNF | Howard R. Davies | AJS 350 |           |          |

### 1923
In 1923 werd het TT Model helemaal herzien. Er kwam nu toch een aluminium zuiger. Het bagagerek verdween en het kleine gereedschapstasje werd vervangen door een flink leren exemplaar dat boven op de tank zat en tevens als kussentje voor de vooroverliggende coureur diende. Er was inmiddels een Lucas-ontstekingsmagneet gemonteerd. In de olietank zat een plunjerpomp die nog steeds met de hand bediend moest worden, maar via een bowdenkabel en een stuurmanette, zodat de coureur het stuur niet meer los hoefde te laten om te smeren. Het extra versnellingsbakje was er niet meer. De machine had nu een close ratio drieversnellingsbak. 
In 1923 stuurde AJS een groot team naar de Junior TT: Herbert Chambers, Howard Davies, H.F. Harris, Billy Hollowell, Charlie Hough, Frank Longman, Tom Sheard, Jimmie Simpson en J. Stirling. Harris werd tweede en Longman werd zesde, maar de overigen vielen uit. 
| Pos | Coureur          | Merk | Tijd      | Snelheid |
| --- | ---------------- | ---- | --------- | -------- |
| 2   | H.F. Harris      | AJS  | 4:06"47'0 |          |
| 6   | Frank Longman    | AJS  | 4:17"33'0 |          |
| DNF | Howard R. Davies | AJS  |           |          |
| DNF | Tom Sheard       | AJS  |           |          |
| DNF | Herbert Chambers | AJS  |           |          |
| DNF | Billy Hollowell  | AJS  |           |          |
| DNF | Charlie Hough    | AJS  |           |          |
| DNF | Jimmie Simpson   | AJS  |           |          |
| DNF | J. Stirling      | AJS  |           |          |

| Pos | Coureur          | Merk    | Tijd | Snelheid |
| --- | ---------------- | ------- | ---- | -------- |
| 17  | Syd Crabtree     | AJS 350 |      |          |
| 20  | Charlie Hough    | AJS 350 |      |          |
| DNF | Howard R. Davies | AJS 350 |      |          |
| DNF | H.F. Harris      | AJS 350 |      |          |

## Modellen B, B1 en B2 1921-1924
Na deze TT-successen moest AJS voldoen aan de stijgende vraag naar lichtere modellen (het Model D was immers een zware, 748cc-zijspantrekker). Het Model B keerde dan ook vernieuwd terug. De machine, nog steeds met zijklepmotor, stond als toermodel te boek, maar kreeg wel drie versnellingen, een Amac-carburateur en een Lucas-ontsteking. De boring werd groter, van 70 naar 74 mm en de slag korter, van 91 naar 81 mm. Met deze maten van het TT Model was het blok aanmerkelijk sportiever en kon het ook een hoger toerental draaien. Het Model B kostte 95 pond en bleef tot 1924 in productie. In 1922 werd de modellenreeks uitgebreid met de Modellen B1 en B2. Dit waren twee sportmotoren. Het Model B1 was een gestripte versie van het Model B, met TT-sportstuur en een kickstarter, maar ook nog met treeplanken. Het Model B2 was nog sportiever en eigenlijk als racer voor amateurs bedoeld (een zgn. clubmanracer). De kickstarter ontbrak, het had voetsteunen en het voorspatbord was smal, zonder de extra modderbeschermers aan de zijkant die de andere modellen wel hadden. Ook was de kettingskast voor de primaire transmissie lichter. Beide modellen kregen een nieuw frame, waarbij de bovenbuis voor het zweefzadel al naar beneden boog, zodat het zadel sportief laag kwam te staan. Ze kostten allebei 85 pond. Voor het Model B verscheen ook een licht zijspan met regenkap dat 25 pond kostte. Het Model B2 verdween na 1922, de beide andere modellen bleven tot en met 1924 in productie. 

## Modellen B3, B4 en B5

### 1924
Het Model B3 was de opvolger van het TT Model. Het was een pure racer met een kopklepmotor. Een kickstarter ontbrak en het model had smalle ("racing type") spatborden. De koppeling was al handbediend en beide wielen waren voorzien van een trommelrem. Het Model B3 had wel een bagagedrager met gereedschapstasjes aan de zijkant. Het was te koop voor gebruik op de weg, maar kon worden "uitgekleed" om in races - zoals de TT van Man - te worden ingezet. Het Model B4 was ook een sportmotor, die net als de B3 65 pond kostte. Waarschijnlijk was deze machine identiek maar voor amateurracers bedoeld en wél voorzien van een kickstarter. Het Model B5 was ook een sportmodel, maar aanmerkelijk eenvoudiger en met een prijs van 52 pond ook veel goedkoper. Het had nog een zijklepmotor en een velgrem in het voorwiel, maar was wel voorzien van een kickstarter.
Jimmie Simpson won met het AJS Model B3 de GP des Nations en werd daarmee de allereerste Europees kampioen 350 cc.
De TT van 1924 verliep ronduit teleurstellend. Jimmie Simpson reed de eerste ronde boven 60 mijl per uur in de Junior TT, maar hij viel uit. De Zuid-Afrikaan Scott werd de beste AJS-rijder met zijn derde plaats. Dat de rijders in de Senior TT met hun 350cc-machines niet goed scoorden was begrijpelijk, maar AJS was verwend door de resultaten uit het verleden. Howard Davies, die naast zijn rol als teamleider ook belangrijk was voor de ontwikkeling van de motorfietsen, was intussen vertrokken naar Hutchinson Tyres. Hij werkte aan zijn eigen merk HRD, maar startte in de Junior TT met een DOT-JAP en in de Senior TT met een OEC-Blackburne
| Pos | Coureur        | Merk | Tijd      | Snelheid   |
| --- | -------------- | ---- | --------- | ---------- |
| 3   | H.R. Scott     | AJS  | 4:09"01'6 | 54,550 mph |
| 9   | F. Marston     | AJS  | 4:31"49'0 |            |
| 14  | George Kelly   | AJS  | 5:14"35'0 |            |
| DNF | Frank Longman  | AJS  |           |            |
| DNF | Jimmie Simpson | AJS  |           |            |

| Pos | Coureur        | Merk | Tijd      | Snelheid  |
| --- | -------------- | ---- | --------- | --------- |
| 6   | Charlie Hough  | AJS  | 3:53"58'0 | 58,07 mph |
| 8   | Frank Longman  | AJS  | 3:58"30'2 |           |
| DNF | Jimmie Simpson | AJS  |           |           |

## Opvolging
De B-modellen kregen vanaf 1925 weliswaar opvolgers, maar de type-aanduiding veranderde. AJS ging vanaf dat jaar voor elk jaar een andere letter gebruiken: E voor 1925, G voor 1926, H voor 1927, K voor 1928, M voor 1929 en R voor 1930. Zo werd het AJS Model E3 als luxe toermachine de opvolger voor het Model B, het AJS Model E4 als luxe sportmotor de opvolger voor het Model B1, het AJS Model E5 als standaard sportmotor de opvolger voor het Model B5, het AJS Model E6 als sportmotor met kopkleppen de opvolger van het Model B4 en het AJS Model E7 als racer de opvolger voor het Model B3.

## Technische gegevens
| AJS Model              | A                       | A                       | A                            | B                        | B                        | B Touring                | B Sport                  | TT Model                       | B                              | B1                             | B2                             | B3                       | B4                       | B5                       |
| ---------------------- | ----------------------- | ----------------------- | ---------------------------- | ------------------------ | ------------------------ | ------------------------ | ------------------------ | ------------------------------ | ------------------------------ | ------------------------------ | ------------------------------ | ------------------------ | ------------------------ | ------------------------ |
| Periode                | 1910-1911               | 1912                    | 1914-1916                    | 1910-1911                | 1912                     | 1913-1916                | 1913-1916                | 1920-1923                      | 1921-1924                      | 1921-1924                      | 1921-1922                      | 1924                     | 1924                     | 1924                     |
| Categorie              | Toer                    | Toer                    | Toer                         | Sport                    | Sport                    | Toer                     | Sport                    | Wegracer                       | Toer                           | Sport                          | Sport                          | Sport                    | Sport                    | Sport                    |
| Motortype              | SV                      | SV                      | SV                           | SV                       | SV                       | SV                       | SV                       | OHV                            | SV                             | SV                             | SV                             | OHV                      | OHV                      | SV                       |
| Bouwwijze              | Staande eencilinder     | Staande eencilinder     | V-twin                       | Staande eencilinder      | Staande eencilinder      | Staande eencilinder      | Staande eencilinder      | Staande eencilinder            | Staande eencilinder            | Staande eencilinder            | Staande eencilinder            | Staande eencilinder      | Staande eencilinder      | Staande eencilinder      |
| Koeling                | Lucht                   | Lucht                   | Lucht                        | Lucht                    | Lucht                    | Lucht                    | Lucht                    | Lucht                          | Lucht                          | Lucht                          | Lucht                          | Lucht                    | Lucht                    | Lucht                    |
| Boring                 | 70 mm                   | 70 mm                   | 65 mm                        | 70 mm                    | 70 mm                    | 70 mm                    | 70 mm                    | 74 mm                          | 74 mm                          | 74 mm                          | 74 mm                          | 74 mm                    | 74 mm                    | 74 mm                    |
| Slag                   | 76 mm                   | 82 mm                   | 83 mm                        | 76 mm                    | 82 mm                    | 91 mm                    | 91 mm                    | 81 mm                          | 81 mm                          | 81 mm                          | 81 mm                          | 81 mm                    | 81 mm                    | 81 mm                    |
| Cilinderinhoud         | 292,5 cc                | 315,6 cc                | 550,8 cc                     | 292,5 cc                 | 315,6 cc                 | 349,0 cc                 | 349,0 cc                 | 348,4 cc                       | 348,4 cc                       | 348,4 cc                       | 348,4 cc                       | 348,4 cc                 | 348,4 cc                 | 348,4 cc                 |
| Carburateur            | Onbekend                | Onbekend                | Onbekend                     | Onbekend                 | Onbekend                 | Onbekend                 | Onbekend                 | Amac                           | Amac                           | Amac                           | Amac                           | Amac                     | Amac                     | Amac                     |
| Smeersysteem           | Total loss met handpomp | Total loss met handpomp | Total loss met handpomp      | Total loss met handpomp  | Total loss met handpomp  | Total loss met handpomp  | Total loss met handpomp  | Total loss met handpomp        | Total loss met handpomp        | Total loss met handpomp        | Total loss met handpomp        | Total loss met handpomp  | Total loss met handpomp  | Total loss met handpomp  |
| Max. vermogen          | 2½ pk                   | 2¾ pk                   | 4 pk                         | 2¾ pk                    | 2¾ pk                    | 2¾ pk                    | 2¾ pk                    | 2¾ pk                          | 2¾ pk                          | 2¾ pk                          | 2¾ pk                          | 2¾ pk                    | 2¾ pk                    | 2¾ pk                    |
| Primaire aandrijving   | Geen                    | Geen                    | Ketting                      | Ketting                  | Ketting                  | Ketting                  | Ketting                  | Ketting                        | Ketting                        | Ketting                        | Ketting                        | Ketting                  | Ketting                  | Ketting                  |
| Versnellingen          | Geen                    | Geen                    | 3                            | 2                        | 2                        | 2                        | 3                        | 4, vanaf 1923 3                | 3                              | 3                              | 3                              | 3                        | 3                        | 3                        |
| Koppeling              | Geen                    | Geen                    | Enkelvoudige droge plaat     | Enkelvoudige droge plaat | Enkelvoudige droge plaat | Enkelvoudige droge plaat | Enkelvoudige droge plaat | Enkelvoudige droge plaat       | Enkelvoudige droge plaat       | Enkelvoudige droge plaat       | Enkelvoudige droge plaat       | Enkelvoudige droge plaat | Enkelvoudige droge plaat | Enkelvoudige droge plaat |
| Secundaire aandrijving | Riem                    | Riem                    | Ketting                      | Ketting                  | Ketting                  | Ketting                  | Ketting                  | Ketting                        | Ketting                        | Ketting                        | Ketting                        | Ketting                  | Ketting                  | Ketting                  |
| Rijwielgedeelte        | Open brugframe          | Open brugframe          | Open brugframe               | Open brugframe           | Open brugframe           | Open brugframe           | Open brugframe           | Open brugframe                 | Open brugframe                 | Open brugframe                 | Open brugframe                 | Open brugframe           | Open brugframe           | Open brugframe           |
| Voorvork               | Parallellogramvork      | Parallellogramvork      | Brampton patent spring forks | Parallellogramvork       | Parallellogramvork       | Parallellogramvork       | Parallellogramvork       | Parallellogramvork             | Parallellogramvork             | Parallellogramvork             | Parallellogramvork             | Parallellogramvork       | Parallellogramvork       | Parallellogramvork       |
| Achtervork             | Star                    | Star                    | Star                         | Star                     | Star                     | Star                     | Star                     | Star                           | Star                           | Star                           | Star                           | Star                     | Star                     | Star                     |
| Voorrem                | Velgrem                 | Velgrem                 | Velgrem                      | Velgrem                  | Velgrem                  | Velgrem                  | Velgrem                  | Velgrem, vanaf 1922 Trommelrem | Velgrem, vanaf 1922 Trommelrem | Velgrem, vanaf 1922 Trommelrem | Velgrem, vanaf 1922 Trommelrem | Trommelrem               | Trommelrem               | Velgrem                  |
| Achterrem              | Belt rim brake          | Belt rim brake          | Trommelrem                   | Dummy belt rim brake     | Dummy belt rim brake     | Dummy belt rim brake     | Dummy belt rim brake     | Trommelrem                     | Trommelrem                     | Trommelrem                     | Trommelrem                     | Trommelrem               | Trommelrem               | Trommelrem               |